# Norra Saddijaur
Norra Saddijaur är en sjö i Lycksele kommun i Lappland och ingår i Umeälvens huvudavrinningsområde. Sjön har en area på 0,891 kvadratkilometer och ligger 405 meter över havet. Sjön avvattnas av vattendraget Norrsjöbäcken.

## Delavrinningsområde
Norra Saddijaur ingår i det delavrinningsområde (718009-159418) som SMHI kallar för Mynnar i Rusbäcken. Medelhöjden är 432 meter över havet och ytan är 10,85 kvadratkilometer. Det finns inga avrinningsområden uppströms utan avrinningsområdet är högsta punkten. Norrsjöbäcken som avvattnar avrinningsområdet har biflödesordning 3, vilket innebär att vattnet flödar genom totalt 3 vattendrag innan det når havet efter 210 kilometer. Avrinningsområdet består mestadels av skog (84 procent). Avrinningsområdet har 0,89 kvadratkilometer vattenytor vilket ger det en sjöprocent på 8,2 procent.